# Les Guerriers de l'hiver
Les Guerriers de l'hiver (titre original : Winter Warriors) est un roman britannique de fantasy écrit par David Gemmell en 1997, traduit en français en 2006. Il appartient au Cycle Drenaï.

## Publication française
- Éditions Bragelonne, novembre 2006  (ISBN 978-2352940104)
- Éditions Milady, mai 2012  (ISBN 978-2811207342)
- Éditions Milady, mai 2015  (ISBN 978-2811214388)

## Résumé
L'histoire débute 350 ans après la bataille de Skeln, dans une Ventria conquise par le royaume Drenaï. 
Une prophétie indique que lorsque l'on sacrifiera trois rois, les démons anciennement bannis de la terre reviendront de leur lieu d'exil. Or, deux des rois sont assassinés et le troisième, encore dans le ventre de la reine de Ventria est sur le point de naître.
Malgré sa grossesse avancée, la reine a pu s'enfuir. Mais elle ne fait que retarder l'inévitable, car rien ne peut arrêter les démons qui la pourchassent.
Sauf si trois guerriers viennent changer la donne. Trois guerriers d'exception certes, mais ils ont tous entre cinquante et soixante-dix ans…

## Dénouement
L’âme de Nogusta rejoint celle de sa famille dans le nouveau monde créé par Anharat et Emsharas.
Axiana devient régente impériale avec Banelion le Drenaï et Antikas Karios le Ventrian comme conseillers.
Kebra adopte Conalin, Pharis et Sufia qui repartent tous à Drenaï retrouver la harde de Palarin, l’ancien étalon de Nogusta.
Les sacrifices de Dagorian et Bison entre la légende, eux-mêmes entrant au panthéon des héros drenaïs.

## Personnages[1]
- Drenaïs :

Skanda, empereur de Drenaï et de Ventria, 2e sacrifice rituel des Trois
Feu d’Etoile, vieil étalon de l’empereur Skanda puis de Nogusta
Banelion, dit le Loup blanc, ancien général en chef de Skanda
Dagorian, jeune officier drenaï autrefois destiné à la prêtrise, fils du défunt général Catoris
Nogusta, voyant, maître épéiste vétéran, dernier descendant d’Emsharas
Kebra, maître archer vétéran
Bison, guerrier vétéran de 65 ans
Orendo, éclaireur drenaï déserteur
Cassin et Eris, déserteurs compagnons d’Orendo
Ulmenetha, prêtresse drenaï, sage-femme d’Axiana
Menimas, noble responsable du massacre de la famille de Nogusta
Grinan, boulanger drenaï, l’un des assassins de la famille de Nogusta
- Ventrians :

Ancien empereur ventrian non nommé, 1er sacrifice du rituel des Trois
Axiana, princesse ventriane, épouse enceinte de Skanda, cousine de Malikada et Antikas Karios
Malikada, prince ventrian, nouveau général en chef de Skanda
Kalizkan, puissant sorcier ventrian très apprécié de la population
Antikas Karistos, champion ventrian
Ceres, élève d’Antikas Karios
Zani, enquêteur ventrian
Ilbren, officier ventrian
Diraïs, nouveau champion archer ventrian
Vellian, soldat d’élite ventrian
Nayim Pallines, colonel ventrian
Olion, sergent ventrian
Badayem, capitaine ventrian
Malik, Valis, Cupta, soldats ventrians
Palima, prostituée ventriane préférée de Bison
Cata, aubergiste
Pharis, métisse orpheline
Conalin, orphelin ventrian
Sufia, orpheline ventriane
prêtre non nommé, survivant des massacres d'Usa
- Illohirs ou Venteux, démons se nourrissant des émotions humaines :

Anharat, dieu-démon persécuteur de l’humanité
Emsharas, dieu-démon protecteur de l’humanité, frère d’Anharat ; la Noire, compagne humaine d’Emsharas
Krayadins, guerriers démons : Bakilas, Drasko, Mandrak, Lekor, Nemor, Golbar, Pelicor
Gogorin, démon gigantesque à 6 membres entouré d’une aura de terreur
Zaguls, guerrier morts-vivants
Emttukkus, démons incubes
Métamorphes, équivalent des loups-garous
Dents-Creuses, équivalents des vampires
dryades, faunes, krandyls, trolls…
- Légendes du temps jadis :

Druss, héros drenaï (voir Légende)
Comtes de Bronze, héros drenaïs (voir Waylander et Légende)
Hogun, héros drenaï de Dros Delnoch, ancêtre de Dagorian (voir Légende)
Dardalion, fondateur des Trente (voir Waylander et Waylander II)
Les Trente, ordre religieux mystique qui s’est éteint lors de la Guerre des Jumeaux entre Aradan le Drenaï et Tsubir le Nadir
Gorben, ancien empereur ventrian devenu légendaire pour son peuple (voir Druss la légende)
Bodasen, ancien général ventrian devenu légendaire pour son peuple (voir Druss la légende)
Anu, avatar non nommé mais reconnaissable à la description de ses exploits dans L'Écho du grand chant

## Commentaires
- L'empereur Skanda est calqué sur le modèle d'Iskandar / Alexandre le Grand, le livre reprenant des éléments du livre Le Lion de Macédoine.
- L'opposition Anharat / Emsharas, inspirée de la dualité Ahura Mazda / Ahriman est évoquée dans Waylander III.
- On retrouve dans Les Guerriers de l'hiver deux thèmes récurrents dans les livres de Gemmell :

1. les héros sont vieux et se relèvent pour livrer un ultime combat, qu'ils jugent perdu d'avance
2. les mondes parallèles, et surtout celui où sont bannis les démons, qui ressemblent à celui exposés dans Waylander III. Cependant, alors que dans Waylander III les démons étaient incarnés dans des monstres, dans Les Guerriers de l'hiver, ils prennent plutôt la forme d'ectoplasmes prenant le contrôle d'humains et qui les poussent aux pires cruautés. On notera également l'abaissement de la température quand les démons sont dans une pièce, qui sont aussi un élément récurrent.